# Club Deportivo Atlético Baleares
Il Club Deportivo Atlético Baleares è una società calcistica con sede a Palma di Maiorca, nelle Isole Baleari, in Spagna. Fu fondato nel 1920 e gioca nella Segunda Federación.

## Storia
Il club ebbe le sue stagioni migliori a cavallo tra gli anni cinquanta e sessanta anni 50, quando giocò in Segunda División dal 1951 al 1953, e dal 1961 al 1963.

## Palmarès

### Competizioni nazionali
- Segunda División B: 3

2011-2012, 2018-2019 (gruppo 3), 2019-2020 (gruppo 1)
- Tercera División: 11

1951, 1956, 1961, 1965, 1968, 1998, 2000, 2001, 2002, 2008, 2010
- Copa Federación de España: 1

2015-2016

### Competizioni regionali
- Divisiones Regionales de Fútbol: 3

1975, 1983, 2006
- Coppa Nicolás Brondo: 25

1966, 1967, 1970, 1974, 1975, 1977, 1979, 1980, 1987, 1989, 1991, 1996 a 1999, 2001, 2004, 2007, 2010 a 2016

### Altri piazzamenti
- Tercera División:

Secondo posto: 1956-1957, 1957-1958, 1959-1960, 1963-1964, 1965-1966, 1985-1986, 1986-1987, 1993-1994, 1994-1995, 1996-1997
Terzo posto: 1945-1946, 1946-1947, 1958-1959, 1966-1967, 1984-1985, 1990-1991, 1991-1992, 1995-1996
- Segunda Federación:

Secondo posto: 2024-2025 (gruppo 3)

## Statistiche
- Stagioni in Segunda División: 4

1951-1952, 1952-1953, 1961-1962 e 1962-1963
- Stagioni in Segunda División B: 8

1977-1978, 1987-1988, 1988-1989, 1989-1990, 2008-2009, 2010-2011, 2011-12 e 2012-2013
- Stagioni in Tercera División: 53

dal 1943-1951, 1953-1961, 1963-1973, 1975-1977, 1978-1981, 1984-1987, 1990-2005, 2006-2008 e 2009-2010
- Stagioni in Divisioni Regionali: 8

1940-1943, 1973-1974, 1974-1975, 1981-1982, 1982-1983 e 2005-2006

### Piazzamenti in campionato
| - 1940-41: Primera Regional (6º) - 1941-42: Primera Regional (3º) - 1942-43: Primera Regional (2º) - 1943-44: 3ª División (8º) - 1944-45: 3ª División (7º) - 1945-46: 3ª División (3º) - 1946-47: 3ª División (3º) - 1947-48: 3ª División (7º) - 1948-49: 3ª División (9º) - 1949-50: 3ª División (7º) - 1950-51: 3ª División (1º) - 1951-52: 2ª División (10º) - 1952-53: 2ª División (14º) - 1953-54: 3ª División (7º) - 1954-55: 3ª División (5º) - 1955-56: 3ª División (1º) - 1956-57: 3ª División (2º) - 1957-58: 3ª División (2º) - 1958-59: 3ª División (3º) - 1959-60: 3ª División (2º) | - 1960-61: 3ª División (1º) - 1961-62: 2ª División (10º) - 1962-63: 2ª División (14º) - 1963-64: 3ª División (2º) - 1964-65: 3ª División (1º) - 1965-66: 3ª División (2º) - 1966-67: 3ª División (3º) - 1967-68: 3ª División (1º) - 1968-69: 3ª División (5º) - 1969-70: 3ª División (8º) - 1970-71: 3ª División (17º) - 1971-72: 3ª División (10º) - 1972-73: 3ª División (19º) - 1973-74: Regional preferente (3º) - 1974-75: Regional preferente (1º) - 1975-76: 3ª División (15º) - 1976-77: 3ª División (6º) - 1977-78: 2ª División B (20º) - 1978-79: 3ª División (17º) - 1979-80: 3ª División (13º) | - 1980-81: 3ª División (19º) - 1981-82: Regional preferente (3º) - 1982-83: Regional preferente (1º) - 1983-84: 3ª División (4º) - 1984-85: 3ª División (3º) - 1985-86: 3ª División (2º) - 1986-87: 3ª División (2º) - 1987-88: 2ª División B (12º) - 1988-89: 2ª División B (6º) - 1989-90: 2ª División B (20º) - 1990-91: 3ª División (3º) - 1991-92: 3ª División (3º) - 1992-93: 3ª División (8º) - 1993-94: 3ª División (2º) - 1994-95: 3ª División (2º) - 1995-96: 3ª División (3º) - 1996-97: 3ª División (2º) - 1997-98: 3ª División (1º) - 1998-99: 3ª División (4º) - 1999-00: 3ª División (1º) | - 2000-01: 3ª División (1º) - 2001-02: 3ª División (1º) - 2002-03: 3ª División (8º) - 2003-04: 3ª División (9º) - 2004-05: 3ª División (19º) - 2005-06: Regional preferente (1º) - 2006-07: 3ª División (6º) - 2007-08: 3ª División (1º) - 2008-09: 2ª División B (20º) - 2009-10: 3ª División (1º) - 2010-11: 2ª División B (13º) - 2011-12: 2ª División B (1º) - 2012-13: 2ª División B (11º) - 2013-14: 2ª División B (5º) - 2014-15: 2ª División B (12º) - 2015-16: 2ª División B (9º) - 2016-17: 2ª División B (4º) - 2017-18: 2ª División B (14º) - 2018-19: 2ª División B (1º) - 2019-20: 2ª División B (1º) - 2020-21: 2ª División B (2º) - 2021-22: Primera División RFEF |

## Stadio
Lo stadio attuale dell'Atlético Baleares è lo Stadio Balear. Fu ufficialmente inaugurato l'8 maggio 1960, con la partita Atlético Baleares-Birmingham City conclusa sul punteggio di 2-0. Ha una capienza di 2.741 spettatori e un campo di dimensioni 102 x 67 metri.

## Rosa 2023-2024
| N. |                        | Ruolo | Calciatore         |
| -- | ---------------------- | ----- | ------------------ |
| 1  | Spagna (bandiera)      | P     | Ramon Vila         |
| 2  | Spagna (bandiera)      | D     | Edu Campabadal     |
| 3  | Spagna (bandiera)      | D     | David Forniés      |
| 4  | Spagna (bandiera)      | D     | Álex Zalaya        |
| 5  | Spagna (bandiera)      | D     | Josep Jaume        |
| 6  | Inghilterra (bandiera) | C     | Alberto Villapalos |
| 7  | Gambia (bandiera)      | A     | Nuha Marong        |
| 8  | Spagna (bandiera)      | C     | Toni Ramón         |
| 10 | Spagna (bandiera)      | C     | Víctor Pastrana    |
| 11 | Spagna (bandiera)      | C     | Rubén Rochina      |
| 12 | Spagna (bandiera)      | D     | Raúl González      |
| 13 | Spagna (bandiera)      | P     | Jerónimo Lario     |

| N. |                      | Ruolo | Calciatore       |
| -- | -------------------- | ----- | ---------------- |
| 14 | Spagna (bandiera)    | C     | David Navarro    |
| 15 | Spagna (bandiera)    | D     | Juanra           |
| 16 | Spagna (bandiera)    | A     | David Rodríguez  |
| 17 | Spagna (bandiera)    | C     | Roberto Alarcón  |
| 18 | Spagna (bandiera)    | D     | Miguel Azeez     |
| 19 | Spagna (bandiera)    | C     | Armando Shashoua |
| 20 | Spagna (bandiera)    | C     | Pablo Muñoz      |
| 21 | Ghana (bandiera)     | C     | Isaac Nana       |
| 22 | Ghana (bandiera)     | D     | Félix Ofoli      |
| 23 | Argentina (bandiera) | D     | Leonel Ferroni   |
| 29 | Spagna (bandiera)    | A     | Juan Piera       |
| 30 | Spagna (bandiera)    | C     | David Ortega     |